# تریسراتوپس ۹۹۳۷
سیارک ۹۹۳۷ (به انگلیسی: 9937 Triceratops، نامگذاری:1988DJ2) نه هزار و نهصد و سی و هفتمین سیارک کشف شده‌است که در ۱۷ فوریه ۱۹۸۸ کشف شد.
قدر مطلق سیارک برابر ۱۳.۵ است.